# Munto
Munto(ムント) — короткий OVA-сериал, состоящий из трех серий по 45 минут, созданных в 2003 и в 2005 году. По сюжету OVA в 2009 году был выпущен короткий аниме-сериал из 9 серий, который транслировался по каналу Chiba TV, полнометражный фильм, а также аниманга.

## Сюжет
Когда-то давно человеческая цивилизация  процветала. Но однажды с неба спустились неизвестные существа, похожие на эльфов, которые могли использовать магическую энергию «Акуто», контролировать и манипулировать человеческими чувствами. Они могли принимать человеческий дух, желания и мечты и обращать их против самих людей. Эти существа, одержимые силой и властью, уничтожили человеческую цивилизацию всего за несколько дней. Но запасы Акуто быстро истощились и для того, чтобы найти новые источники энергии, эльфы открывают новые параллельные вселенные. Над землёй они создают собственную империю — город Неба, куда прибывают жить небесные обитатели. Позже в городе Неба растёт коррупция, а запасы, которые небесные украли из других планет и вселенных, огромны. Люди восстали против небесных. И небесные, чтобы обезопасить себя, разорвали связь с землёй и запечатали себя в другом пространстве. После того как Акуто исчезло из земли, гигантские столбы, которые соединяли небо и землю, стали рушится и падать на землю. Этот день стал известен как судный день. Оба мира потеряли контакт между собой. В наши дни небесное царство на грани истощения. Оно разделено на несколько государств, между которыми идёт война. Когда вся энергия исчезнет, то небеса рухнут на землю и полностью сотрут с лица земли всё человечество, флору и фауну. Единственная надежда и ключ к восстановлению запасов энергии — земная девочка из Японии по имени Юмэми Хидака. Владыка небес Мунто отправляется на землю за Юмэми, чтобы спасти мир.

## Список персонажей

### Земные
Юмэми Хидака (яп. 日高 ユメミ Хидака Юмэми) — главная героиня сериала, 13-летняя девочка с рыжими волосами. Она единственная способна видеть плавающие на небе острова (небесные царства). Окружающие ей не верят и считают, что это больной плод фантазий девочки. Поэтому Хидаке не нравится видеть острова, и чтобы не видеть небо, она ходит всегда под зонтиком. Она тихая, добрая и мечтательная. В OVA-сериале во сне её преследуют видения о прошлом Мунто. Позже выясняется, что Хидака обладает сверхчеловеческими способностями и с помощью них может преодолевать барьер измерений. Соглашается помочь Мунто.
Сэйю: Харуна Мима (OVA), Май Айдзава (Сериал)
Итико Оно (яп. 小野 以知子 Оно Итико) — одноклассница и подруга детства Юмэми. Итико очень позитивная и энергичная девушка. Она всегда готова подбодрить Юмэми, когда та в плохом настроении. Единственная, кто верит в то, что говорит Юмэми, и мечтает однажды увидеть летающие острова. Была очень обеспокоена, когда Юмэми забрал Мунто.
Сэйю: Каёко Сатой (OVA), Тика Хорикава (Сериал)
Судзумэ Имамура (яп. 今村 涼芽 Имамура Судзумэ) — одноклассница и подруга детства Юмэми. Очень оптимистична, но инфантильна и молчалива. Любит давать мудрые советы. Однажды удивляет Юмеми, когда та стала утверждать, чтобы она отправилась на небеса вместе с Мунто.
Сэйю: Аяно Сасаки (OVA), Хироми Конно (Сериал)
Кадзуя Такамори (яп. 高森 和也 Такамори Кадзуя) — друг Судзумэ, вырос без родителей. Он был преступником и чувствовал себя абсолютно никому не нужным. Однажды пытался покончить жизнь самоубийством, утопившись. Но его остановила Судзумэ и убедила его, что надо ценить жизнь. После этого Кадзуя начал встречаться с Судзумэ и полюбил её. Они дали клятву друг другу на реке. Позже выясняется, что в своём классе Кадзуя круглый отличник и самый красивый парень. Его позже принимают в престижную школу.
Сэйю: Сёго Мацуи (OVA), Синъя Такахаси (Сериал)
Такаси Тобэ — одноклассник Юмэми. Влюблён в Итико. Со своими родителями живёт в храме.
Сэйю: Каору Мидзухара

### Небесные
Мунто (яп. ムント) — правитель небесного королевства и главный герой сериала. У него длинные красные волосы, поднятые наверх. Он отправляется на землю в поисках Юмэми, чтобы спасти свой народ и небеса. Сначала появлялся в виде голограммы, так как не мог попасть в земное измерение. Юмэми принимала его за иллюзию. Очень упрям и горд, но очень мужественный и заботливый. Изначально он боялся, что если она согласится помочь ему, то использовав свою силу она исчезнет, что стало бы катастрофой для всех. Чем дольше они находятся вместе, тем ближе друг к другу они становятся. Позже между ними просыпается любовь.
Сэйю: Масакадзу Хиго (OVA), Дайсукэ Оно (Сериал)
Руэри (яп. リュエリ) — слуга Мунто, пророчица. Обладает даром предвидения. Приносит в жертву свои видения, чтобы помочь Мунто найти источник энергии. Контролирует движения Мунто с небес на землю. Она спокойна и собрана. Очень преданна Мунто. Однажды пожертвовала собственным зрением ради него.
Сэйю: Рёко Танака
Гасс (яп. ガス Газу) — хранитель времени. Одет в костюм джинна. Именно он отправил Мунто на землю через временное пространство. В OVA из-за чрезмерного использования силы его тело начало разрушаться, однако он продолжал борьбу против вражеских государств.
Сэйю: Тэцу Инада
Ирита — миниатюрная девушка, очень пылкая и озорная. Всегда находится рядом с Гассом и ухаживает за ним. Ирита относится к Гассу с большим доверием и уважением. Гасс тоже заботится о ней, так, например, однажды он поймал её, когда она начала падать на землю.
Сэйю: Аяно Сасаки
Гунтар (яп. グンタール Гунтару) — командир объединённых армий вражеского царства. Очень хитрый и опасный, жаждет власти. Он совершает регулярные атаки против магического королевства. В OVA-сериях тоже искал Юмэми, чтобы забрать её силу.
Сэйю: Маки Цутия
Райка — генерал вражеского небесного царства. Борется с Гассом, в то время пока Мунто находится на земле. Райка серьёзно относится к битвам, честно сражается и уважает сильных врагов.
Сэйю: Фуко Сайто